# 華立企業
華立企業股份有限公司（臺證所：3010）成立於1968年10月1日，是台灣一家貿易公司，總部位於高雄市前金區，主要代理領域有半導體製程用材料及設備、資訊通訊用材料及設備、平面顯示器材料及設備、印刷電路板用材料及設備及零組件、光電材料及設備、工業材料及新材料。主要子公司有華宏新技（臺證所：8240）及長華電材（臺證所：8070），另在全球多區域有多點佈局。2023年5月由張尊賢接任董事長。

## 外部連結
- 華立企業股份有限公司 （页面存档备份，存于）
- 華宏新技股份有限公司 （页面存档备份，存于）
- 長華電材股份有限公司 （页面存档备份，存于）
- 上海怡康化工材料有限公司 （页面存档备份，存于）
- 東莞華港國際貿易有限公司 （页面存档备份，存于）
- 廣州悠廣光電科技有限公司 （页面存档备份，存于）
- Inteltronic, Inc. （页面存档备份，存于）

1. ↑  柴煥欣. . 理財周刊. 2012-05-22  [2024-07-09]. （原始内容存档于2024-07-09）.
2. ↑  尹慧中. . 經濟日報. 2024-06-03  [2024-07-09]. （原始内容存档于2024-07-09）.
3. ↑  張以忠. . MoneyDJ新聞. 2023-08-09  [2024-07-09]. （原始内容存档于2024-07-09）.
4. ↑  魏志豪. . 鉅亨網. 2023-05-30  [2024-07-09]. （原始内容存档于2024-07-09）.